# Защо тъгува Гилбърт Грейп
„Защо тъгува Гилбърт Грейп“ (на английски: What's Eating Gilbert Grape) е американска романтична филмова драма от 1993 г., режисирана от Ласе Халстрьом с участието на Джони Деп, Леонардо Ди Каприо и Джулиет Люис. Сценарият е написан от Питър Хиджис по едноименния му роман от 1991 г.

## Сюжет
Внимание:  Текстът по-долу разкрива сюжета на произведението (или части от него)!
В отдалечен град в Айова семейство Грейп, вдовицата Бони Грейп и нейните четири деца, живеят в стара двуетажна къща. Бони не е излизала от години, защото е необичайно затлъстяла и не може да ходи. Най-малкият ѝ син Арни Грейп е тийнейджър с умствени увреждания, който скоро ще навърши 18 години и обича да се катери по високи дървета. Най-голямата дъщеря Ейми управлява домакинството и по някакъв начин готви за семейството, а най-малката дъщеря Елън, която е на 15 години, мечтае да стане възрастна възможно най-скоро и да избяга от тази пустош в „големия град“. „Глава на семейството“ е Гилбърт Грейп, най-големият син на Бони. Той работи като продавач в малък магазин и е единственият човек, който носи пари на семейството. Освен това Гилбърт трябва постоянно да покровителства своя луд брат Арни и всеки ден да слуша безкрайни кавги между роднините си. Това е много депресиращо за Гилбърт, но той няма друг избор. В живота на Гилбърт има само две забавления: да гледа преминаващите коли покрай града и понякога тайно да се среща за любовни удоволствия с омъжена жена на име Бети Карвър.
Случайно в града се появява едно момиче Беки заедно с баба си. Колата им се поврежда и тя е принудена да живее в каравана. Гилбърт се влюбва в Беки и двамата прекарват времето си заедно, но това почти води до трагедия. Решавайки да гледа залеза с приятелката си, Гилбърт оставя Арни сам във ваната и чак на следващата сутрин открива, че нещастният Арни все още седи във ваната в студена вода. Обръщайки все повече внимание на Беки, Гилбърт вече не се грижи за Арни през цялото време и скоро проблемите се случват отново. Арни се изкачва на висока водна кула и едва не пада. Той е арестуван, а Бони Грейп, едва движеща гигантското си тяло, отива в полицията, за да спаси сина си. Малко преди рождения си ден Арни съсипва две скъпи торти, които Гилбърт е купил с голяма мъка, и това се превръща в последната капка. Разяреният Гилбърт удря няколко пъти Арни и напуска дома си със семейната кола. Беки обаче помага на Гилбърт да се справи с емоциите си и той се връща, пожелавайки честит рожден ден на Арни и се извинява на майка си за поведението си. На свой ред Бони, осъзнавайки в какво бреме се е превърнала за семейството, също се извинява на Гилбърт.
След празника Бони се изкачва по стълбите към спалнята си за първи път след самоубийството на съпруга си и Арни я намира там на следващата сутрин. Той ридае и се опитва да събуди майка си, но тя е мъртва. Тъй като същата вечер не може да извади тялото ѝ от втория етаж, полицията планира да се върне с кран на следващия ден. Осъзнавайки, че всички жители на малкия им град ще дойдат да гледат тази ужасна гледка, Гилбърт и сестрите му вземат ужасно решение. Те освобождават къщата от вещи и я подпалват заедно с тялото на починалата Бони, като всичко изгаря до основи. Година по-късно Ейми започва работа като управител на пекарна, а Елън завършва гимназия. Гилбърт, заедно с Арни, който е на 19 години, стои отстрани на пътя. Караваната, с която пътуват Беки и баба ѝ, се приближава до тях и те вземат момчетата със себе си.

## В ролите
| Актьор             | Роля           |
| ------------------ | -------------- |
| Джони Деп          | Гилбърт Грейп  |
| Джулиет Люис       | Беки           |
| Леонардо Ди Каприо | Арни Грейп     |
| Джон Райли         | Тъкър Ван Дайк |
| Дарлин Кейтс       | Бони Грейп     |
| Мери Стийнбъргън   | Бети Карвър    |
| Лаура Харингтън    | Ейми Грейп     |
| Мери Кейт Шилхарт  | Елън Грейп     |
| Криспин Гловър     | Боби Макбърни  |
| Кевин Тайг         | Кен Карвър     |

## Снимачен процес
- Снимките са направени в град Мейнър, Тексас.
- Джони Деп е толкова неприятен като се подиграва с образа на Дарлин Кейтс, че след края на поредните снимки той публично се извинява на Кейтс.
- За да изучи характера и поведението на своя герой, Леонардо ди Каприо прекарва няколко дни в дом за тийнейджъри с умствена изостаналост. Лео взаимодейства с тях и наблюдава поведението им. Това позволява на ди Каприо да направи героя си толкова завладяващ, че когато Лео се появява на премиерата на филма, мнозина са шокирани и изненадани да разберат, че младият актьор всъщност не е изостанал.
- Характерният жест на Арни Грейп, когато щрака по носа си, е измислен от Леонардо ди Каприо за неговия герой. Лео описва жеста по следния начин: „това е вид «избърсване» на мозъка, с това Арни, така да се каже, «масажира» вътрешността на мозъка си“.
- По време на сцената, в която Дарлин Кейтс, която играе Бони Грейп, върви нагоре по стълбите, Дарлин всъщност изкачва само първите две или три стъпала. Този кадър е използван повторно, за да покаже, че тя се изкачва по цялото стълбище. Стаята, която служи като спалня на Бони Грейп на горния етаж, всъщност е стаята на долния етаж.
- В едно от интервютата Джони Деп признава, че по време на снимките на филма е бил изключително раздразнен от Леонардо ди Каприо и постоянно му се е подигравал. Например веднъж Деп предложил на ди Каприо петстотин долара, за да подуши развалено кокоше яйце, и Лео го направил.
- В желанието си да свикне напълно с ролята на своя герой, който страда от хидрофобия, Леонардо ди Каприо не плува през цялото време на снимките.
- Според Джони Деп, той играе Гилбърт Грейп като „човек, който постоянно изглежда сънен, вцепенен за особеностите на живота си.“
- По време на излизането на филма Дарлин Кейтс не е напускала дома си от пет години.
- В този филм през 1993 г. режисьорът Мартин Скорсезе за първи път вижда Леонардо ди Каприо и е силно впечатлен от играта на седемнадесетгодишния актьор. Робърт де Ниро, най-близкият приятел на Скорсезе, който през същата 1993 г. участва с Лео в друг филм „Животът на момчето“, също говори на Скорсезе за забележителните актьорски умения на младия си колега. Ще минат 9 години и Скорсезе и ди Каприо ще започнат своето дълго и ползотворно сътрудничество – 5 съвместни филма, отличени с всички възможни кинематографични награди, включително първия „Оскар“ на самия Скорсезе.
- Заради ролята си в този филм Леонардо ди Каприо отказва главната роля в „Фокус-мокус“.
- Този филм получава единствената си номинация за „Оскар“ и това е първата номинация за младия Леонардо ди Каприо за най-добра поддържаща мъжка роля.
- Семейният камион на Грейп е Ford F100 от 1968 г.
- Този филм е първият за Леонардо ди Каприо и Джулиет Луис, в който те играят заедно. През 1995 г. те отново играят заедно във филма „Баскетболни дневници“.

## Награди и номинации
Награди на Американската филмова академия „Оскар“ (САЩ):
- Номинация за най-добър актьор в поддържаща роля за Леонардо Ди Каприо

Награди „Златен глобус“ (САЩ):
- Номинация за най-добър актьор в поддържаща роля за Леонардо Ди Каприо

Филмов Фестивал „Любовта е лудост“ (България):
- Награда „Златна Афродита“ за Ласе Халстрьом

Национален съвет на филмовите критици на САЩ:
- Награда „ Най-добър поддържащ актьор“ за Леонардо Ди Каприо

Чикагската асоциация на филмовите критици (САЩ):
- Награда „Най-обещаващият актьор“ за Леонардо Ди Каприо

Асоциация на филмовите критици в Лос Анджелис (САЩ):
- Награда „Най-добър поддържащ актьор“ за Леонардо Ди Каприо

Национален съвет за рецензия (САЩ):
- Награда „Най-добър поддържащ актьор“ за Леонардо Ди Каприо

German Art House Cinemas (Германия):
- Сребърна награда „Най-добър чуждестранен филм“ за Ласе Халстрьом

## В България
В България филмът е издаден на VHS от видеоразпростанителя Мулти Видео Център през 1994 г. с български дублаж.